# Babenhausen (Hessen)
Babenhausen is een gemeente in de Duitse deelstaat Hessen, gelegen in de Landkreis Darmstadt-Dieburg. De stad telt 16.927 inwoners.

## Geografie
Babenhausen heeft een oppervlakte van 66,87 km² en ligt in het centrum van Duitsland, iets ten westen van het geografisch middelpunt.

## Stadsdelen
- Babenhausen (Kernstad)
- Harpertshausen
- Harreshausen
- Hergershausen
- Langstadt
- Sickenhofen

## Geboren
- Oskar Hock (1898-1976), SS-generaal

Alsbach-Hähnlein ·
Babenhausen ·
Bickenbach ·
Dieburg ·
Eppertshausen ·
Erzhausen ·
Fischbachtal ·
Griesheim ·
Groß-Bieberau ·
Groß-Umstadt ·
Groß-Zimmern ·
Messel ·
Modautal ·
Mühltal ·
Münster ·
Ober-Ramstadt ·
Otzberg ·
Pfungstadt ·
Reinheim ·
Roßdorf ·
Schaafheim ·
Seeheim-Jugenheim ·
Weiterstadt